# Eugnostus de Gelukzalige
Eugnostus de Gelukzalige is een gnostisch geschrift, dat in twee Koptische vertalingen bekend is. Beide vertalingen maakten deel uit van de vondst van de Nag  Hammadigeschriften in 1945. Er moet een oorspronkelijk Griekse tekst zijn geweest, maar daar is nooit iets van gevonden. Na de vondst werd duidelijk dat het grootste deel van de tekst al bekend was, omdat deze in een bewerkte vorm is opgenomen in de Wijsheid van Jezus Christus. Een Koptische  vertaling van het laatste geschrift werd in 1896 gevonden nabij Achmim en maakt deel uit van de Berlijnse Codex. Een tweede Koptische vertaling van  Wijsheid van Jezus Christus werd eveneens bij Nag Hammadi gevonden.  
Eugnostus de Gelukzalige moet geschreven zijn door een joodse gnosticus in de eerste decennia van de tweede eeuw in Alexandrië. De  Wijsheid van Jezus Christus is een duidelijk christelijke tekst. Die tekst handelt over een ontmoeting tussen Jezus en aan aantal leerlingen die hem vragen stellen. De tekst van  Eugnostus de Gelukzalige  is in een christelijke context gezet en omgevormd tot de antwoorden die Jezus geeft. De oorspronkelijk Griekse tekst van de Wijsheid van Jezus Christus moet in de tweede helft van de tweede of begin derde eeuw geschreven zijn.  
De voorstellingen in de tekst hebben overeenkomst met het werk van Philo van Alexandrië, een hellenistische joodse filosoof uit Alexandrië. Het werk moet rond het midden  van de tweede eeuw al enige  bekendheid hebben gehad, want Valentinus (overleden na 155) was bekend met dit werk 

## Essentie van de inhoud
De tekst begint in een briefvorm met de aanhef Eugnostus de Gelukzalige aan de zijnen.Gegroet. Eugnostus presenteert zich als een gnostisch leraar. Het is volstrekt onbekend wie Eugnostus geweest zou kunnen zijn en zelfs of het een historisch bestaande persoonlijke persoonlijkheid is geweest. Eugnostus betekent  welbekend maar kan in gnostische kringen ook de betekenis van welwetend in de zin van kenner van de gnosis hebben.  
Gelijk na de aanheft stelt Eugnostus dat alle mensen willen weten wie God is en hoe Hij is, maar hem niet hebben gevonden. Daarna stelt Eugnostus dat alle filosofen daarover wel suggesties hebben gedaan, maar het onderling volstrekt oneens zijn. Geen van die suggesties is juist en filosofie leidt dus volgens Eugnostus niet tot kennis over God.  Die wordt volgens Eugnostus alleen verkregen door openbaring.  
De rest van de tekst bestaat uit twee delen. In het eerste deel wordt een beschrijving gegeven van het pleroma. In de gnostiek is pleroma de benaming voor de volheid, de structuur en  verblijfplaats van de goddelijke wereld. Het tweede deel handelt over de krachten die zijn voortgekomen uit een van de goddelijke zijnsvormen in het pleroma van Eugnostus, de Onsterfelijke Mens. 
Binnen de gnostiek zijn er nogal wat variaties in de beschrijvingen van het pleroma. Meestal is er aan de top van het pleroma sprake van een onkenbare niet te bevatten Vader, een Moeder en een Zoon. Er zijn echter ook enkele constructies waarin goddelijke gestalten als de (Eerste) Mens en Zoon van de Mens voorkomen. Daarvan maakt Eugnostus gebruik in zijn constructie van een pleroma. 
De hoogste volstrekt onkenbare goddelijke entiteit wordt de Heer van het Al of de Oervader genoemd. Op dezelfde manier als in het Apocryphon van Johannes wordt beschreven, ziet de Oervader zich weerspiegeld in het lichtwater dat hem omgeeft en realiseert zich dat hij zichzelf ziet. Die gedachte verzelfstandigt zich en dat creëert de tweede zijnsvorm van de godheid, die Zelfverwekker wordt genoemd. Daaruit ontstaat de derde zijnsvorm, de androgyne Onsterfelijke Mens. Hieruit ontstaat de manvrouwelijke Zoon van de Mens en daaruit de ook androgyne Zoon van de Zoon van de Mens, die in het pleroma van Eugnostus de rol van de -uitdrukkelijk niet-christelijke - Verlosser heeft. Die produceert een aantal dienende androgyne wezens. Het uiteindelijke resultaat is een constructie van 360 machten in 360 hemelen. Ieder van de hoogste zijnsvormen heeft een huishouden van duizenden goden en engelen.  
In de meeste gnostische verhalen over het pleroma volgt na de beschrijving daarvan de breuk in het pleroma en  de altijd daarop volgende schepping van de wereld en de mens door een demiurg. Dat ontbreekt in  Eugnostus de Gelukzalige. De breuk wordt echter wel verondersteld, want de Zoon van de Zoon van de Mens heeft de rol van een Verlosser die de breuk weer moet helen. 
In het tweede deel van de tekst handelt het vooral over de Onsterfelijke Mens en de machten die uit hem zijn voortgekomen. In dit deel krijgen sommige goddelijke entiteiten en zijnsvormen zonder enige verklaring soms ook een andere naam. De verklaring kan zijn dat een latere redacteur enkele andere opvattingen, ontleend aan het valentinianisme, in de tekst wenste in te voegen. 